# ふたり花
「ふたり花」（ふたりばな）は、日本の演歌歌手川中美幸のシングルである。2010年3月31日発売。発売元はテイチクエンタテインメント。5月26日にはDVD付きが、10月6日にはデュエット・バージョンが発売されている。

## 収録曲
1. ふたり花(4:25)
作詞：たかたかし、作曲：弦哲也、編曲：前田俊明
2. ふたり花（オリジナル・カラオケ）(4:25)
3. ふたり花（メロ入りカラオケ）(4:25)
4. 雨情歌(4:35)
作詞：たかたかし、作曲：弦哲也、編曲：前田俊明
5. 雨情歌（オリジナル・カラオケ）(4:35)
6. ふたり花（アコースティック・バージョン）(4:57)